# Takács Béla (hajómodellező)
Takács Béla (Pécs, 1930. augusztus 9. – Budapest. 2018. november 21.) Európa-bajnok magyar hajómodellező, sportvezető.

## Élete
1959 és 1968 között az MHSZ MÁV Modellező Klub versenyzője volt. Sikereit hajómodellezésben érte el, de autó-, repülőmodellezésben is versenyzett. 1960 és 1968 között a válogatott keret tagja volt. 1959 és 1970 között versenyzett a magyar bajnokságban, és tíz bajnoki címet szerzett. 1965-ben a katowicei Európa-bajnokságon aranyérmet szerzett az A-3 10 cm³ kategóriában. A Sirály, a Szellő vagy a Glider hajókkal aratta nagy sikereit. Modelljeit abban az időben több szakkörben is megépítették, mivel a Modellezés című lapban rendszeresen megjelentek azok tervrajzai.
Az aktív versenyzést befejezése után oktatóként tanította több generációnak a modellezést és sportvezetőként is tevékenykedett. A Pest Megyei Központi Modellező Klub és a MÁV Modellező Klub elnöke volt.

## Sikerei, díjai
- Európa-bajnokság
  - aranyérmes: 1965 (A-3 10 cm³)
  - ezüstérmes: 1965 (A-2 5 cm³)
  - bronzérmes: 1967 (A-1 2,5 cm³)
- Magyar bajnokság
  - bajnok (10): 1959, 1963, 1964, 1966, 1967 (mind A-2 5 cm³), 1962, 1963, 1964, 1965, 1966, 1968 (mind B-1 2,5 cm³)
  - 2.: 1968 (A-3 10 cm³)
  - 3.: 1970 (A-2 5 cm³)